# Afrosphinx
Afrosphinx é um gênero de mariposa pertencente à família Bombycidae.